# Neoserica weyersi
Neoserica weyersi är en skalbaggsart som beskrevs av Brenske 1900. Neoserica weyersi ingår i släktet Neoserica och familjen Melolonthidae. Inga underarter finns listade i Catalogue of Life.